# Giro di Puglia
Il Giro di Puglia è una corsa a tappe maschile di ciclismo su strada (eccetto la prima edizione che si disputò come prova in linea), che si è svolta in Puglia, dal 1972 al 1998 e ripresa nel 2022 con il nome di Giro di Puglia Challenge. Il corridore che detiene il maggior numero di vittorie nella classifica finale è Giuseppe Saronni (3), il quale detiene anche il record di vittorie di tappa (12). 

## Albo d'oro
Aggiornato all'edizione 2023.
| Anno      | Vincitore                | Secondo                  | Terzo                    |
| --------- | ------------------------ | ------------------------ | ------------------------ |
| 1972      | Franco Bitossi           | Gösta Pettersson         | Tomas Pettersson         |
| 1973      | Felice Gimondi           | Franco Bitossi           | Michele Dancelli         |
| 1974      | Fabrizio Fabbri          | Ole Ritter               | Sigfrido Fontanelli      |
| 1975      | Giovanni Battaglin       | Franco Bitossi           | Costantino Conti         |
| 1976      | Francesco Moser          | Miguel María Lasa        | Gianbattista Baronchelli |
| 1977      | Pierino Gavazzi          | Marino Basso             | Giuseppe Saronni         |
| 1978      | Giuseppe Saronni         | Francesco Moser          | Wladimiro Panizza        |
| 1979      | Roger De Vlaeminck       | Vittorio Algeri          | Silvano Contini          |
| 1980      | Giuseppe Saronni         | Gianbattista Baronchelli | Knut Knudsen             |
| 1981      | Gianbattista Baronchelli | Claudio Torelli          | Giovanni Mantovani       |
| 1982      | Alf Segersäll            | Vittorio Algeri          | Gianbattista Baronchelli |
| 1983      | Mario Noris              | Gianbattista Baronchelli | Vinko Polončič           |
| 1984      | Giovanni Mantovani       | Claudio Torelli          | Gianbattista Baronchelli |
| 1985      | Silvano Contini          | Fabrizio Verza           | Luciano Rabottini        |
| 1986      | Roberto Pagnin           | Giuseppe Saronni         | Dag-Erik Pedersen        |
| 1987      | Guido Bontempi           | Roberto Visentini        | Ezio Moroni              |
| 1988      | Giuseppe Saronni         | Franco Chioccioli        | Stefan Joho              |
| 1989      | Angelo Lecchi            | Emanuele Bombini         | Fabrizio Convalle        |
| 1990      | Guido Bontempi           | Stefano Colagè           | Marco Vitali             |
| 1991      | Fabiano Fontanelli       | Enrico Zaina             | Marco Lietti             |
| 1992      | Dominique Arnould        | Gérard Rué               | Christophe Manin         |
| 1993      | Giuseppe Calcaterra      | Luca Gelfi               | Massimo Ghirotto         |
| 1994-95   | non disputata            | non disputata            | non disputata            |
| 1996      | Fabrizio Guidi           | Francesco Casagrande     | Stefano Colagè           |
| 1997      | Silvio Martinello        | Sergio Barbero           | Glenn Magnusson          |
| 1998      | Glenn Magnusson          | Massimo Donati           | Jaan Kirsipuu            |
| 1999-2021 | non disputata            | non disputata            | non disputata            |
| 2022      | Gianmarco Garofoli       | Francesco Busatto        | Lucio Pierantozzi        |
| 2023      | Alessandro Romele        | Kyrylo Carenko           | Filippo D'Aiuto          |